# Hokusai: An Animated Sketchbook
Hokusai: An Animated Sketchbook è un cortometraggio documentario d'animazione del 1978 diretto da Tony White e basato sulla vita del pittore giapponese Katsushika Hokusai.

## Riconoscimenti
- British Academy of Film and Television Arts 1979
  - Miglior Cortometraggio (Tony White)